# 8338 Ralhan
8338 Ralhan eller 1985 FE3 är en asteroid i huvudbältet som upptäcktes den 27 mars 1985 av Köpenhamn-observatoriet vid Brorfelde-observatoriet. Den är uppkallad efter den danska fysikern Philip R. Bidstrup.
Asteroiden har en diameter på ungefär 5 kilometer.